# 諏訪部堅雄
諏訪部 堅雄（すわべ かたお）は江戸時代中期の旗本。江戸幕府御召の御馬預。

## 経歴
江戸幕府旗本諏訪部定軌の子として生まれた。享保10年（1725年）3月28日13歳で初めて徳川吉宗に御目見し、享保13年（1728年）3月5日父の見習となり、享保16年（1731年）4月3日廩米150俵を賜った。元文3年（1738年）2月9日、馬預・馬方に病人が続出する中で職務に勉励したとして金2枚を賜った。元文5年（1740年）閏7月6日吉宗御成の際に先馬として渡河を命じられ、金2枚を賜った。
延享2年（1745年）9月1日西ノ丸御召の御馬預となった。寛延3年（1750年）8月26日家督を継いで本丸に出仕したが、引き続き西ノ丸に兼務して吉宗の御召御馬御預を務めた。宝暦7年（1757年）10月12日万次郎の馬稽古に当たって手綱を任された。明和3年（1766年）10月20日下総国真間への遠馬を命じられた。安永2年（1773年）10月10日江戸城外への御供を免じられた。安永5年（1776年）4月徳川家治の日光社参に供奉した。安永7年（1778年）12月18日両番格となった。
寛政3年（1791年）7月23日高齢のため退職となり、金2枚を賜った。24日79歳で死去し、下谷法養寺に葬られた。法名は日洞。

## 親族
- 父：諏訪部文右衛門定軌 - 諏訪部彦兵衛定直の次男、文九郎定堅の養子[1]。
- 母 - 諏訪部定堅の娘[1]。
- 妹 - 朝比奈弥太郎泰輝の妻[1]。
- 弟：諏訪部三之助定年[1]
- 妹[1]
- 先妻 - 長山藤右衛門直張の娘[1]。
- 後妻 - 松平五郎右衛門忠敦の娘[1]。
- 子：諏訪部道順（八十郎定員）[1]
- 子：諏訪部伝五兵衛堅寛 - 清水徳川家の家臣[1]。
- 娘 - 高木左京正雄の妻[1]。
- 娘 - 山角藤兵衛定慰の妻[1]。
- 子：諏訪部為之助[1]